# 1937 au cinéma
| Années du cinéma : 1934 - 1935 - 1936 - 1937 - 1938 - 1939 - 1940    |
| Décennies du cinéma : 1900 - 1910 - 1920 - 1930 - 1940 - 1950 - 1960 |

Cet article présente les faits marquants de l'année 1937 au cinéma.

## Événements
- 4 mars : 9e remise des prix de l’Académie du cinéma américain.
- 28 avril : Inauguration à Rome des studios de Cinecitta.
- Inauguration à Asmara du Cinéma Impero.
- Ronald Reagan signe un contrat de sept ans avec la Warner Bros. Pictures.

## Principaux films de l'année
- 22 janvier : Le Roman de Marguerite Gautier de George Cukor d'après Alexandre Dumas avec Greta Garbo
- 28 janvier : Pépé le Moko de Julien Duvivier.
- 17 février : François Ier, film de Christian-Jaque avec Fernandel.
- 10 avril : Le Roman de Renart dessin animé de Ladislas et Irène Starewitch.
- 20 avril : Une étoile est née : de William A. Wellman avec Janet Gaynor, Owen Moore, Fredric March, Adolphe Menjou.
- 12 mai : Les Perles de la Couronne de Christian-Jaque avec Jacqueline Delubac, Sacha Guitry, Jean Marais, Renée Saint-Cyr et Marguerite Moreno.
- 9 juin : La Grande Illusion de Jean Renoir avec Jean Gabin, Pierre Fresnay et Erich von Stroheim.
- 18 juin : Gribouille de Marc Allégret avec Michèle Morgan
- 30 juillet : Le Monde nous appartient de Martin Fric
- 11 septembre : Un carnet de bal de Julien Duvivier avec Marie Bell, Louis Jouvet, Fernandel, Raimu, Harry Baur, Pierre Blanchar et Pierre Richard-Willm
- 20 octobre : Drôle de drame de Marcel Carné avec Louis Jouvet et Michel Simon.
- 28 octobre : Regain de Marcel Pagnol d'après Jean Giono avec Fernandel.
- 25 novembre : La Joyeuse Suicidée  (Nothing Sacred), de William A. Wellman avec Carole Lombard et Fredric March.
- 21 décembre : Blanche-Neige et les Sept Nains réalisé par Walt Disney est un des premiers (mais pas le premier, qui fut El Apóstol en 1917) long métrage d’animation en couleurs par procédé industriel Technicolor.
- 24 décembre : Intermezzo de Gustaf Molander avec Ingrid Bergman

## Récompenses

### Oscars
- Meilleur film : La Vie d'Émile Zola de William Dieterle avec Paul Muni et Joseph Schildkraut (États-Unis).
- Meilleure actrice : Luise Rainer, Visages d'Orient (The Good Earth)
- Meilleur acteur : Spencer Tracy, Capitaines courageux (Captains Courageous)
- Meilleur second rôle féminin : Alice Brady, L'Incendie de Chicago (In Old Chicago)
- Meilleur second rôle masculin : Joseph Schildkraut, La Vie d'Émile Zola (The Life of Émile Zola)
- Meilleur réalisateur : Leo McCarey, Cette sacrée vérité (The Awful Truth)

### Autres récompenses
- Prix Louis-Delluc : Le Puritain de Jeff Musso

## Principales naissances
- 30 janvier : Vanessa Redgrave
- 30 mars : 
  - Michel Modo († 24 septembre 2008).
  - Warren Beatty
- 6 avril : Billy Dee Williams
- 22 avril : Jack Nicholson
- 29 avril : Donald Arthur († 21 septembre 2016).
- 4 mai : Wim Verstappen († 24 juillet 2004).
- 8 mai : Assanali Achimov
- 21 mai : Sofiko Tchiaoureli († 2 mars 2008).
- 22 mai : Guy Marchand († 15 décembre 2023).
- 1er juin : Morgan Freeman
- 9 juillet : Michel Fortin († 15 mars 2011).
- 28 juillet : Viktor Merejko († 30 janvier 2022).
- 8 août : Dustin Hoffman
- 20 août : Andreï Kontchalovski
- 26 août : Nina Companeez († 9 avril 2015).
- 6 septembre : Trent Gough
- 13 septembre : Don Bluth
- 22 septembre : Richard Marquand († 4 septembre 1987)
- 13 octobre : Sami Frey
- 15 octobre : Linda Lavin († 29 décembre 2024)
- 26 octobre : Ansis Epners († 2 avril 2003)
- 30 octobre : Claude Lelouch
- 5 novembre : Harris Yulin
- 30 novembre : Ridley Scott
- 21 décembre : Jane Fonda
- 31 décembre : Anthony Hopkins

## Principaux décès
- 12 avril : Filoteo Alberini, producteur et réalisateur italien
- 7 juin : Jean Harlow, actrice américaine (°3 mars 1911)
- 17 décembre : Alfred Abel, acteur et réalisateur allemand